# Gerhard Englert
Gerhard Englert (* 12. September 1938) ist ein deutscher Physiker, Agrartechniker und Hochschullehrer sowie Selbsthilfe-Funktionär (Deutsche ILCO).
Englert promovierte 1969 und habilitierte sich 1983. Seit 1973 war er an der Landesanstalt für Landtechnik Weihenstephan (Bayerische Landesanstalt für Landwirtschaft). Seit 1991 war er Hochschullehrer am Lehrstuhl für Agrarsystemtechnik an der Technischen Universität München.
Von 1975 bis 2012 war Englert Vorsitzender der Vereinigung der Stomaträger (ILCO). Er war Initiator der Fördergemeinschaft Stoma, einer Arbeitsgemeinschaft von Stomaprofessionellen und Stomaträgern und seit 1990 deren 1. Vorsitzender. Als Vertreter der Patientenselbsthilfe wirkte Englert am Programm für Nationale Versorgungsleitlinien mit und gestaltete Maßnahmen zur Qualitätsverbesserung von Patienteninformationen. So hatte er wichtigen Anteil an der Entstehung des neuen Konzepts „Patientenleitlinien“ zur Übersetzung und Interpretation ärztlicher Standards durch Patienten und für Patienten. Englert war Präsident der Europäischen Stomavereinigung EOA (European Ostomy Association) und der Internationalen Stomavereinigung IOA (International Ostomy Association). Als IOA-Präsident regte Englert unter anderem die Einführung eines internationalen Aktionstages für Stomaträger an, den Welt-Stoma-Tag (World Ostomy Day, 6. Oktober).
1998 erhielt Englert das Bundesverdienstkreuz 1. Klasse, 2008 das Ehrenzeichen der deutschen Ärzteschaft. In „Anerkennung [seines] Einsatzes für Krebspatienten, für die Akzeptanz der Krebs-Selbsthilfe im Gesundheitswesen sowie für [seine] Verdienste, die Patientenbeteiligung im Versorgungssystem umzusetzen“ zeichnete ihn die Deutsche Krebshilfe mit dem Deutsche Krebshilfe Preis für das Jahr 2009 aus.